# Extrakunia annadora
Extrakunia annadora är en fjärilsart som beskrevs av Dyar 1913. Extrakunia annadora ingår i släktet Extrakunia och familjen nattflyn. Inga underarter finns listade i Catalogue of Life.